# 托里亚克 (塔恩省)
托里亚克（法語：Tauriac，法語發音：[toʁjak]）是法国奧克西塔尼大區塔恩省的一个市镇，属于阿尔比区。

## 地理
托里亚克（43°53'2"N, 1°35'31"E）面积9.92 平方千米，位于法国奧克西塔尼大區塔恩省，该省份为法国南部内陆省份，北起顺时针与阿韦龙省、埃罗省、奥德省、上加龙省和塔恩-加龙省接壤。
与托里亚克接壤的市镇（或旧市镇、城区）包括：泰斯库河畔博韦、格拉扎克、蒙加亚尔、蒙瓦朗。

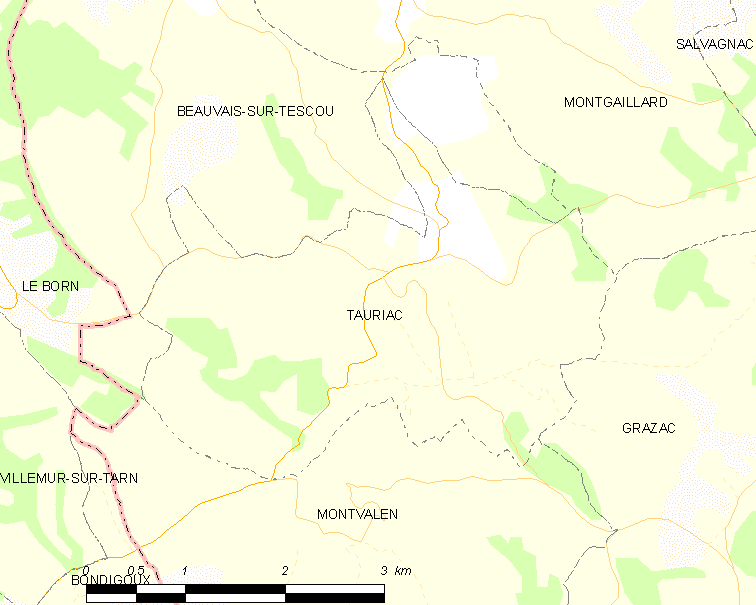
的OSM定位图

托里亚克的时区为UTC+01:00、UTC+02:00（夏令时）。

## 行政
托里亚克的邮政编码为81630，INSEE市镇编码为81293。

## 政治
托里亚克所属的省级选区为葡萄园与城堡庄园县。

## 人口

1962-2008年间人口变化图示

托里亚克于2022年1月1日时的人口数量为396人。